# Lagoa, Paraíba
Lagoa là một đô thị thuộc bang Paraíba, Brasil. Đô thị này có diện tích 177,9 km², dân số năm 2007 là 4884 người, mật độ 27,4 người/km².